# Trò chơi xây dựng thành phố

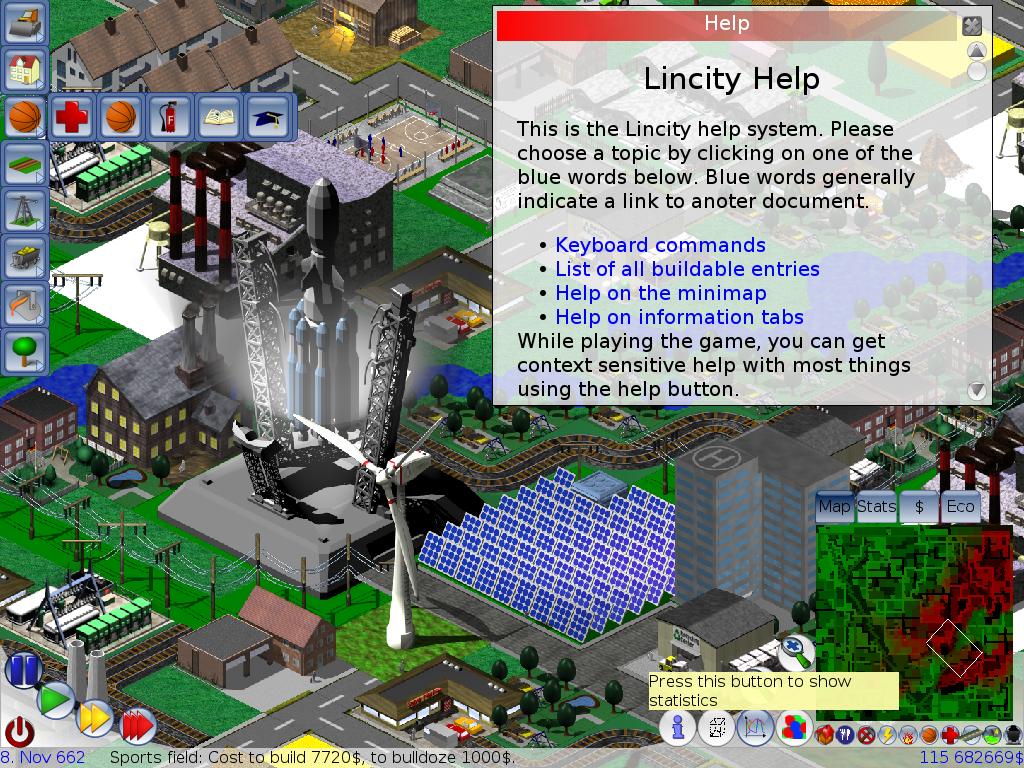
Lincity là một game thuộc thể loại xây dựng thành phố

Trò chơi xây dựng thành phố (tiếng Anh: City-building game) là một thể loại của trò chơi điện tử chiến lược trong đó người chơi đóng vai trò như một nhà lập kế hoạch tổng thể và lãnh đạo của một thành phố, góc nhìn từ trên xuống dưới, rồi chịu trách nhiệm cho sự phát triển và quản lý. Người chơi chọn vị trí xây dựng và các tính năng quản lý thành phố như tiền lương và các ưu đãi công việc, và làm sao để thành phố phát triển cho phù hợp. Những game dạng này như SimCity hay Cities XL được coi là một loại hình mô phỏng xây dựng và quản lý.

## Lịch sử
Thể loại trò chơi xây dựng thành phố được sáng lập vào năm 1989 với SimCity, trong đó nhấn mạnh xây dựng liên tục chứ không phải là một điều kiện giành chiến thắng. Người chơi sẽ dựa theo sở thích cá nhân trong quá trình thiết kế và phát triển. Chỉ số thành công là duy trì cân đối ngân sách tích cực và sự hài lòng của công dân. Các phiên bản tiếp theo sau này của SimCity như SimCity 4 đã sớm tiếp nối người tiền nhiệm khi doanh số bán hàng cao của game đã chứng minh sự nổi tiếng của nó.
Tựa game mô phỏng đầu tiên Utopia (1982) được phát triển cho hệ máy console Mattel Intellivision, chứa đựng nhiều yếu tố tương tự, nhưng bị giới hạn bởi độ phân giải màn hình nguyên thủy của thời đó. Không giống như hàng ngàn không gian cá nhân có thể xảy ra một vài năm sau đó trong SimCity, mỗi hòn đảo trong Utopia nắm giữ chỉ có một chục hay các không gian "có thể xây dựng" dành cho trường học, nhà máy và các công trình khác. Điểm số của người chơi được dựa trên hạnh phúc của nhân dân mình. Một dạng nâng cao thứ hai trong thể loại phổ biến xảy ra vào năm 1993 với việc phát hành tựa game Caesar, một trò chơi lấy mô hình thành phố ở La Mã cổ đại, thay thế điện và giao thông công cộng với cống dẫn nước và đường giao thông. Các tựa game tiếp theo trong City Building Series về sau, đều lấy mô hình thành phố từ những nền văn minh nhân loại trong quá khứ.
Tựa game PC kiểu Dungeons & Dragons là Stronghold ra mắt vào năm 1993, và được quảng cáo là "SimCity tiếp nhận D&D trong 3D". Yêu tinh, con người và người lùn mỗi khu dân cư được xây dựng với kiến trúc độc đáo trong thị trấn của người chơi. Tựa game cũng có các yếu tố của thể loại chiến lược thời gian thực khi kẻ thù tấn công thành phố, và ranh giới giữa xây dựng thành phố và RTS thường bị lu mờ với dạng game pha trộn này. Đồ họa 3D thật sự là chưa xuất hiện tại thời điểm đó, vì vậy các quảng cáo 3D thực sự chỉ là một cách sử dụng đồ họa 2D tài tình (theo phương thức phép chiếu đẳng giác) với địa hình được tạo ra bằng các thuật toán và phủ lên bitmap và sprites. Dòng game Anno bắt đầu hiện diện vào năm 1998 và đã thiết lập mức độ chi tiết cao trong đồ họa cũng như mô phỏng nền kinh tế mạnh và một lối chơi khác biệt.